# Байрамова, Башарат Муслюм кызы
Башарат Муслюм кызы Байрамова (азерб. Bəşarət Müslüm qızı Bayramova; 1919, Тулу, Закатальский уезд — 27 августа 1998, там же) — советский азербайджанский табаковод, Герой Социалистического Труда (1949).

## Биография
Родилась в 1919 году в селе Тулу Закатальского уезда Азербайджанской Демократической Республики (ныне Белоканский район).
С 1934 года колхозница, звеньевая колхоза имени Нариманова (бывший имени Маленкова) Белоканского района Азербайджанской ССР. В 1948 году получила урожай табака 33,2 центнера с гектара на площади 3 гектара.
Указом Президиума Верховного Совета СССР от 1 июля 1949 года за получение в 1948 году высоких урожаев табака Байрамовой Башарат Муслюм кызы присвоено звание Героя Социалистического Труда с вручением ордена Ленина и золотой медали «Серп и Молот».
Скончалась 27 августа 1998 года в селе Тулу Белоканского района.